# 오계 (닭)
오계는 한국의 닭이다. 1980년에 연산 화악리 오계는 대한민국의 천연기념물로 지정되었다.

## 사진 갤러리

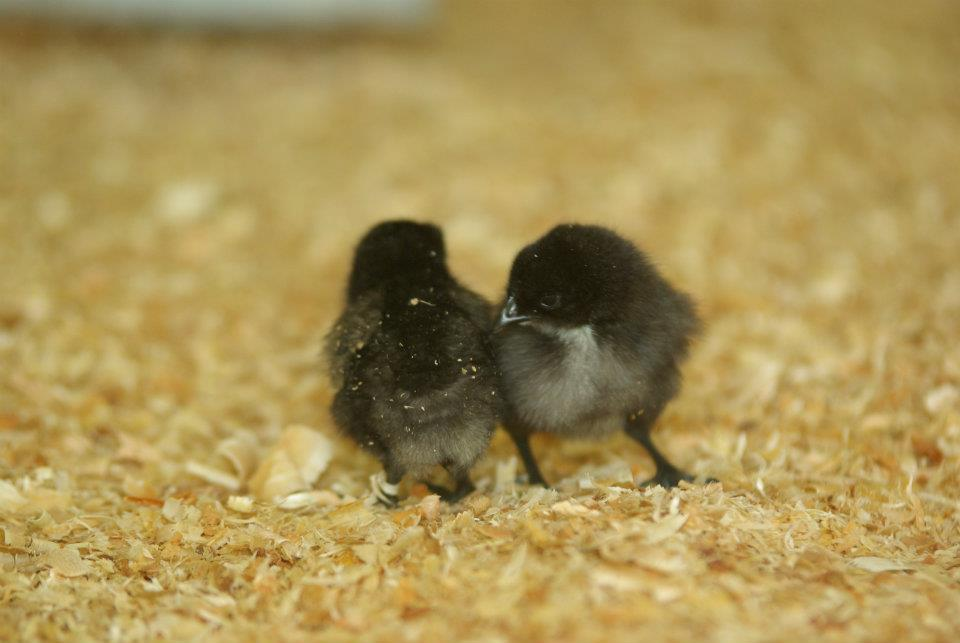
병아리
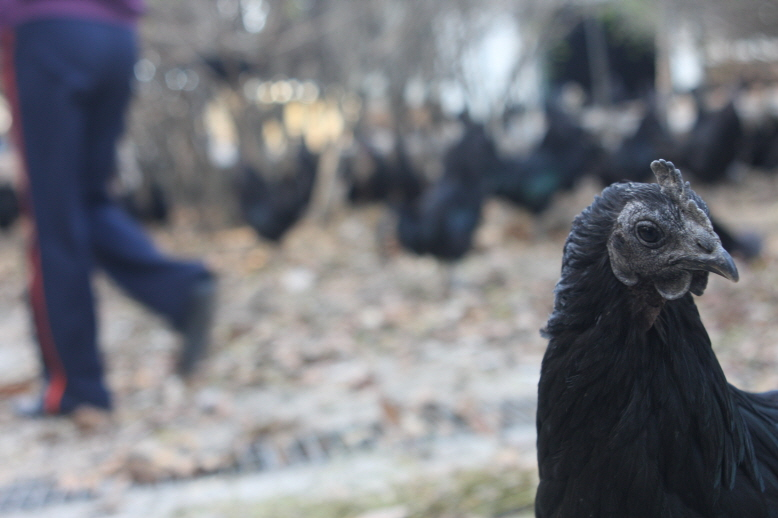
암컷
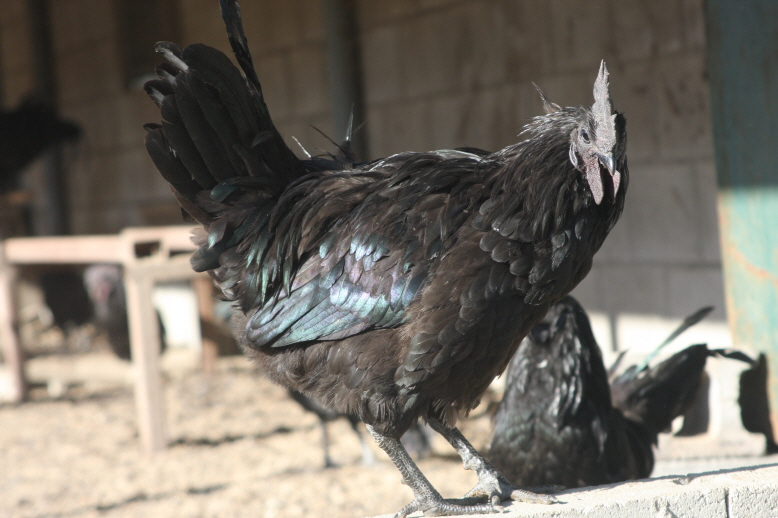
수컷

## 같이 보기
- 오골계